# Liste der denkmalgeschützten Objekte in Grundlsee (Gemeinde)
Die Liste der denkmalgeschützten Objekte in Grundlsee enthält die 6 denkmalgeschützten, unbeweglichen Objekte der Gemeinde Grundlsee im steirischen Bezirk Liezen.

## Denkmäler
| Foto |                 | Denkmal | Standort                                                 | Beschreibung                                                                                        | Metadaten |
| ---- | --------------- | --- | -------------------------------------------------------- | --------------------------------------------------------------------------------------------------- | --- |
| BW   | Datei hochladen | Bauernhofanlage, vulgo „Köberlgütl“ HERIS-ID: 113857 Objekt-ID: 132242seit 2021                                     | Archkogl 2 Standort KG: Grundlsee                        | | BDA-Hist.: Q105675415 Status: Bescheid Stand der BDA-Liste: 2025-06-30 Name: Bauernhofanlage, vulgo „Köberlgütl“ GstNr.: .129/1, 1364/2                                                       |
| BW   | Datei hochladen | Grundlsee - Villenanlage Castiglioni HERIS-ID: 262505seit 2025                                                      | Archkogl 38 Standort KG: Grundlsee                       | | BDA-Hist.: Q135167783 Status: Bescheid Stand der BDA-Liste: 2025-06-30 Name: Grundlsee - Villenanlage Castiglioni GstNr.: .529, .690, .691, 1116, 1117/8, 1117/9 Villa Castiglioni, Grundlsee |
| ja   | Datei hochladen | Villa Castiglioni HERIS-ID: 262504seit 2025                                                                         | Archkogl 38 Standort KG: Grundlsee                       | | BDA-Hist.: Q135183755 Status: Bescheid Stand der BDA-Liste: 2025-06-30 Name: Villa Castiglioni GstNr.: .529, 1116, 1117/8 Villa Castiglioni, Grundlsee                                        |
| BW   | Datei hochladen | Springbrunnen am Vorplatz der Villa Castiglioni HERIS-ID: 262509seit 2025                                           | bei Archkogl 38 Standort KG: Grundlsee                   | | BDA-Hist.: Q135167875 Status: Bescheid Stand der BDA-Liste: 2025-06-30 Name: Springbrunnen am Vorplatz der Villa Castiglioni GstNr.: 1117/8                                                   |
| BW   | Datei hochladen | Erhöhte Gartenterrasse mit Freitreppe und Wasserbecken sowie Brücke zur Villa Castiglioni HERIS-ID: 262510seit 2025 | bei Archkogl 38 Standort KG: Grundlsee                   | | BDA-Hist.: Q135167755 Status: Bescheid Stand der BDA-Liste: 2025-06-30 Name: Erhöhte Gartenterrasse mit Freitreppe und Wasserbecken sowie Brücke zur Villa Castiglioni GstNr.: 1117/8         |
| BW   | Datei hochladen | Gartentreppe samt plastischem Schmuck westlich der Villa Castiglioni HERIS-ID: 262511seit 2025                      | Archkogl 38 Standort KG: Grundlsee                       | | BDA-Hist.: Q135167769 Status: Bescheid Stand der BDA-Liste: 2025-06-30 Name: Gartentreppe samt plastischem Schmuck westlich der Villa Castiglioni GstNr.: .529, 1116                          |
|      | Datei hochladen | Aussichtsplattform am Seeufer nördlich der Villa Castiglioni HERIS-ID: 262512seit 2025                              | bei Archkogl 38 KG: Grundlsee GstNr.: 1116, 1117/8       | | BDA-Hist.: Q135167678 Status: Bescheid Stand der BDA-Liste: 2025-06-30 Name: Aussichtsplattform am Seeufer nördlich der Villa Castiglioni                                                     |
|      | Datei hochladen | Vier Zisternenkränze im Park der Villa Castiglioni HERIS-ID: 262513seit 2025                                        | bei Archkogl 38 KG: Grundlsee GstNr.: 1117/8, 1117/9     | | BDA-Hist.: Q135183756 Status: Bescheid Stand der BDA-Liste: 2025-06-30 Name: Vier Zisternenkränze im Park der Villa Castiglioni                                                               |
|      | Datei hochladen | Obelisk mit Hieroglyphen im Park der Villa Castiglioni HERIS-ID: 262514seit 2025                                    | bei Archkogl 38 KG: Grundlsee GstNr.: 1117/9             | | BDA-Hist.: Q135167855 Status: Bescheid Stand der BDA-Liste: 2025-06-30 Name: Obelisk mit Hieroglyphen im Park der Villa Castiglioni                                                           |
| BW   | Datei hochladen | Pförtnerhaus (Verwalterhaus) Villa Castiglioni HERIS-ID: 262506seit 2025                                            | Archkogl 41 Standort KG: Grundlsee                       | | BDA-Hist.: Q135167863 Status: Bescheid Stand der BDA-Liste: 2025-06-30 Name: Pförtnerhaus (Verwalterhaus) Villa Castiglioni GstNr.: .690, 1117/9                                              |
|      | Datei hochladen | Garagengebäude Villa Castiglioni HERIS-ID: 262507seit 2025                                                          | bei Archkogl 41 KG: Grundlsee GstNr.: .529, 1116, 1117/8 | | BDA-Hist.: Q135167764 Status: Bescheid Stand der BDA-Liste: 2025-06-30 Name: Garagengebäude Villa Castiglioni                                                                                 |
|      | Datei hochladen | Parktor im Westen der Villa Castiglioni HERIS-ID: 262508seit 2025                                                   | bei Archkogl 41 KG: Grundlsee GstNr.: .690               | | BDA-Hist.: Q135167859 Status: Bescheid Stand der BDA-Liste: 2025-06-30 Name: Parktor im Westen der Villa Castiglioni                                                                          |
| ja   | Datei hochladen | Kreuzkapelle HERIS-ID: 88460 Objekt-ID: 103031                                                                      | bei Bräuhof 34 Standort KG: Grundlsee                    | | BDA-Hist.: Q37725688 Status: § 2a Stand der BDA-Liste: 2025-06-30 Name: Kreuzkapelle GstNr.: 1033/2 Kreuzkapelle (Grundlsee)                                                                  |
| ja   | Datei hochladen | Kath. Pfarrkirche Herz Jesu HERIS-ID: 88462 Objekt-ID: 103033                                                       | Bräuhof 118 Standort KG: Grundlsee                       | → Hauptartikel : Pfarrkirche Grundlsee f1                                                           | BDA-Hist.: Q1394977 Status: § 2a Stand der BDA-Liste: 2025-06-30 Name: Kath. Pfarrkirche Herz Jesu GstNr.: 806/1 Pfarrkirche (Grundlsee)                                                      |
| ja   | Datei hochladen | Fischkalter HERIS-ID: 104408 Objekt-ID: 121202                                                                      | bei Mosern 19 Standort KG: Grundlsee                     | | BDA-Hist.: Q37800218 Status: § 2a Stand der BDA-Liste: 2025-06-30 Name: Fischkalter GstNr.: .96/2 Fischkalter (Grundlsee)                                                                     |
| ja   | Datei hochladen | Ehem. Kaiserlicher Stall HERIS-ID: 37168 Objekt-ID: 36246                                                           | Mosern 20, in der Nähe Standort KG: Grundlsee            | → Hauptartikel : Kaiserlicher Stall (Grundlsee) f1                                                  | BDA-Hist.: Q14395921 Status: Bescheid Stand der BDA-Liste: 2025-06-30 Name: Ehem. Kaiserlicher Stall GstNr.: .95 Kaiserlicher Stall (Grundlsee)                                               |
| ja   | Datei hochladen | Schwemmkanal zwischen Kammersee und Toplitzsee HERIS-ID: 113369 Objekt-ID: 131684seit 2020                          | Standort KG: Grundlsee                                   | Der Kanal zwischen Kammer- und Toplitzsee wurde für Triftzwecke 1545 bis 1549 aus dem Fels gehauen. | BDA-Hist.: Q105647151 Status: Bescheid Stand der BDA-Liste: 2025-06-30 Name: Schwemmkanal zwischen Kammersee und Toplitzsee GstNr.: 2188 Trift canal Kammersee - Toplitzsee                   |